# مة أباد عليا
مة أباد عليا (بالفارسية: مه‌آباد علیا) هي قرية تقع في قسم كاخك الريفي في إيران. يقدر عدد سكانها بـ 62 نسمة .